# Prietella lundbergi
Prietella lundbergi és una espècie de peix de la família dels ictalúrids i de l'ordre dels siluriformes.

## Morfologia
- Les femelles poden assolir 4,52 cm de longitud total.
- Nombre de vèrtebres: 37.[5]

## Hàbitat
És un peix d'aigua dolça i de clima subtropical.

## Distribució geogràfica
Es troba a Amèrica: conca del riu Tamesí (nord-est de Mèxic).